# امیدی تهرانی
علامه سعدالدین امیدی رازی تهرانی (م ۹۲۵ ق) فیلسوف، فقیه، شاعر و طبیب ابتدای عصر صفوی است.

## زندگی‌نامه
مولانا امیدی تهرانی، نامش مسعود ارجاسب فرزند خواجه علی از عیان زادگان تهران و تخلصش امیدی است. پدرانش رئیس و کدخدای تهران بوده‌اند که در آن زمان قصبه‌ای از توابع ری بود.

## تحصیلات
وی را در کودکی برای تحصیل علم نزد مولانا جلال الدین محمد دوانی از قضات دانشمند و محقق آن زمان به شیراز فرستاد. امیدی دروس متداول زمان را آموخت و در طب بیشتر کوشید. او در اواخر عمر به تهران بازگشت و خود در زمره کدخدایان تهران درآمد و در میان تهرانیان احترام فراوانی یافت و مشهورترین باغ آن روزگار تهران را با نام «باغ امید» طرح انداخت. مولانا دوانی بر اثر علاقه به او نامش را به مسعود تغییر داد. امیدی در کنار دیگر آموخته‌هایش شاعری را نیز خوب آموخت. قصیده را نیکو می‌سرود. ساقی نامه ای دارد با اشعار بلند و متین.

## قتل
امیدی در اواخر زندگی در تهران ساکن شد و در آنجا باغی به نام باغ امید ساخت در تهران باغی داشت به نام باغ امید که بر سر آب این باغ نزاعی رخ داد و به سال ۹۲۵ قمری برابر با ۱۵۱۹ میلادی در باغ امید خود به تحریک شاه قوام الدین نوربخش (پیشوای نوربخشیان) و به دست جمعی از نوربخشیه (پیروان میرقوام الدین نوربخش)
به قتل رسید در اثر نزاع زخم برداشته و جان داد و در طرشت تهران دفن شد.

## اعطای تخلص
امیدی شاگردان حکیم جلال‌الدین محمد دوانی است. استاد از بس او را گرامی می‌داشت نامش را مسعود گذاشت و به امیدی متخلص گردانید.

## خصوصیات
امیدی مردی بلند همت و بزرگ منش بود و در علم طب سرآمد روزگار خویش.

## در وادی شعر
از اقسام شعر بیشتر به سرودن قصیده می‌پرداخت و دراین فن مهارت کامل داشت. سام میرزای صفوی گوید: 
بجودت طبع سلیم و حدت ذهن مستقمی سر آمد شعرای زمان بود بی تکلف از متاخرین کسی قصیده رابهترا ز او نگفته و مولد او قصبه تهران است از اعمال ری، پدرش رئیس و کدخدای آنجا بود
اغلب قصاید او در ستایش پادشاهان صفویه و وزراء آنها بود اشعار وی دچار دستخوش حوادث شده و جز ۱۷ قصیده و ۳ غزل و ۱۵ رباعی و یک ساقی نامه از او چیز دیگری در دسترس نمی‌باشد.
| خوش آنکه چاک گریبان به ناز کنی   |  | نظر بر آن تن نازک کنی و ناز کنی |
| تو پاک‌دامنی ومن رند پیراهن چاکم  |  | عجب نباشد اگر از من احتراز کنی  |
| چرا ز من گذری با هزار استغناء    |  | به دیگری رسی اظهار صد نیاز کنی  |
| به چشم من نکنی خواب و شرم می‌داری |  | که پیش مردم بیگانه پا دراز کنی  |
| گان مبر که شود عاشق بی‌نیاز قبول  |  | اگر به معبه روی و اگر نماز کنی  |
| ترنج غبغب او را نهال گشت بلند    |  | تو دست کوته امیدی چرا دراز کنی  |

| تا کی ز غم جهان پریشان باشم |  | وز جور فلک بی سر و سامان باشم |
| از کجروی چرخ بداختر تا چند  |  | افتاده به خاک راه یکسان باشم  |

ابیاتی از ساقی نامه او:
| بیا ساقی آن تلخ شیرین گوار  |  | که شیرین کند تلخی روزگار      |
| به من ده که تلخست ایام من   |  | ز ایام من تلختر کام من        |
| بیا ساقی آن جام گیتی نما    |  | که از جم رسیده است دورش به ما |
| به من ده که دوران گیتی مدام |  | ز دستی به دستی رود همچو جام   |

و با نام «صبح بهار» سروده است:
| سپیده دم که از این عنکبوت زرین تار |  | گسست رابطه تار و پود لیل و نهار |
| فتاد زاغ زراندود ز آشیان افق       |  | چنان‌که مرغ ز نور چراغ در شب تار |

نیز گفته است:
| شب قصه هجران جگرسوز کنم         |  | روز آرزوی وصل دل‌افروز کنم    |
| القصه که من بی تو به صد خون جگر |  | روزی به شب آرم و شبی روز کنم |

و یا:
| تو ترک نیم مستی، من مرغ نیم‌بسمل        |  | کار تو از من آسان، کام من از تو مشکل   |
| تو پا نهی به میدان، من دست شویم از جان |  | تو خون چکانی از رخ، من خون فشانم از دل |

## معروف‌ترین شعر
امیدی بیتی در زمینه فضایل امام علی دارد که به صورت ضرب‌المثل در آمده است. وی می‌گوید:
| کتاب فضل تو را آب بحر کافی نیست |  | که تر کنم سر انگشت و صفحه بشمارم |

کتاب علامه سید قریش قزوینی با نام حیاه الابرار که در باب فضایل علی بن ابیطالب نوشته شده، به کتاب فضل مشهور است.